# 上原彩子 (ピアニスト)
上原 彩子（うえはら あやこ、1980年7月30日 - ）は、日本のクラシック音楽のピアニスト。

## 略歴
香川県高松市出身、岐阜県各務原市育ち。各務原市立那加中学校、岐阜県立各務原西高等学校卒業。
ヤマハ音楽教室の「幼児科」に在籍後「ジュニア専門コース」へ進み、ジュニアオリジナルコンサートで頭角を現した後1990年よりヤマハマスタークラスに入会。ピアノを江口文子、浦壁信二、ヴェラ・ゴルノスタエヴァに師事。幼少時から数々のコンクールで受賞を果たし、1998年、ロシアのモスクワで行われた「第11回チャイコフスキー国際コンクール」のピアノ部門で、最年少セミ・ファイナリストとなり注目された。そして、2002年の第12回チャイコフスキー国際コンクールピアノ部門にて日本人として初めて、かつ女性として世界で初めての優勝を果たし、クラシック音楽界のみならず各方面で話題を呼んだ。
日本や海外の音楽大学を卒業せず、日本人ピアニストとして国際音楽コンクール世界連盟に登録したコンクールを制した異色の経歴である。以後、世界各地の著名なオーケストラとの共演を重ねた。日本人ピアニストとして初めてEMIクラシックスとレコード契約を結んでいたが、のちにキングレコードに移籍した。日本国内はもとより世界各地の音楽祭、リサイタルの他、ロストロポーヴィチ、ヤノフスキ、クリスチャン・ヤルヴィ、小林研一郎、小松一彦、飯森範親、大友直人、小澤征爾他の指揮のもと、オーケストラのソリストとしての共演も多い。
2005年10月にピアノ調律師の斎藤孝史と結婚し、現在は東京芸術大学の准教授である。

## 受賞歴
- 1992年 - 第3回エトリンゲン国際青少年ピアノコンクールA部門第1位
- 1995年9月 - 第2回若い音楽家のためのチャイコフスキー国際コンクールピアノ部門第2位
- 2000年3月 - 第5回浜松国際ピアノアカデミーコンクールグランプリ[6]
- 2000年7月 - 第7回シドニー国際ピアノコンクールにて第2位、及びピープルズ・チョイス賞、オーストラリア人作品賞室内楽賞、ショパン賞、シューベルト賞、ドビュッシー賞、エチュード賞
- 2000年11月 - 第4回浜松国際ピアノコンクールにて第2位、及び日本人作品最優秀演奏賞
- 2002年6月 - 第12回チャイコフスキー国際コンクールピアノ部門第1位
- 2022年12月 - 文化庁長官表彰[7]

## 活動
- 2003年 - ベルリン放送交響楽団と日本ツアーを行う。
- 2003年 - ロンドンのウィグモアホールにてリサイタルデビュー。日本人ピアニストとして初めてEMIクラシックスとレコード契約。チャイコフスキーの作品を収めたCD「グランド・ソナタ」をワールドワイドでリリース。
- 2004年 - モスクワ放送交響楽団と日本ツアーを行う。
- 2004年12月 - デュトワ指揮NHK交響楽団と共演し、2004年度ベスト・ソリストに選ばれる。
- 2005年10月 - マゼール指揮アルトゥーロ・トスカニーニ・フィルハーモニー管弦楽団と日本ツアーを行う。
- 2005年8月 - フリューベック・デ・ブルゴス指揮のロンドン交響楽団との共演によるチャイコフスキーのピアノ協奏曲第1番を収めたCDをリリース。
- 2006年6月 - ロンドンのウィグモアホールにて2度目のリサイタルを行う。
- 2022年 - デビュー20周年を迎えた[8]。

## 出演

### テレビ番組
- NHK趣味百科 「ピアノで名曲を」 （NHK教育、1994年11月14日）[注釈 2]
- 情熱大陸 （毎日放送、2004年5月23日）
- みゅーじん （テレビ東京、2008年1月27日）
- らじるラボ[9](NHKラジオ第1放送、2021年11月15日)

## ディスコグラフィー
- Triton - 2002年チャイコフスキー国際コンクール・ライヴ
- EMI - プロコフィエフ作品集
- EMI - チャイコフスキー:ピアノ協奏曲第1番&ムソルグスキー:展覧会の絵
- EMI - チャイコフスキー:グランド・ソナタ
- King Records - 上原彩子のくるみ割り人形
- King Records - ラフマニノフ:13の前奏曲 作品32
- King Records - 上原彩子のモーツァルト&チャイコフスキー